# Leptasterias degerboelli
Leptasterias degerboelli is een zeester uit de familie Asteriidae.
De wetenschappelijke naam van de soort werd in 1935 gepubliceerd door Svend Geisler Heding.